# Merinaghen
Merinaghen (ou Merinaghem, ou Merinaguene) est une localité du nord-ouest du Sénégal.

## Histoire

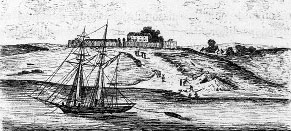
Le fort de Merinaghen en 1890

Un fort a été construit à Merinaghen en 1822.

## Géographie
Les localités les plus proches sont Ringaye, Diom Koul, Keur Yerim Ndiaye, Keur Modou Ndiaye, Keur Doungou et Keur Momar Sarr.

### Physique géologique
Le village est situé à proximité du lac de Guiers et de la Réserve sylvo-pastorale de Pal-Merinaguene.